# Andreea Ispas
Andreea Ispas est une joueuse roumaine de volley-ball née le 5 mars 1990 à Tulcea. Elle mesure 1,70 m et joue au poste de libero. 

## Clubs
| Club                  | De        | À         |
| --------------------- | --------- | --------- |
| CSM Bucarest          |           | 2010-2011 |
| CS Pro Volei Botoșani | jan 2011  | mai 2011  |
| Tomis Constanța       | 2011-2012 | 2011-2012 |
| CSM Lugoj             | 2012-2013 | 2012-2013 |
| Tomis Constanța       | 2013-2014 | 2013-2014 |
| CSU Târgu Mureș       | 2014-2015 | 2015-2016 |
| CSM Bucureşti         | 2016-2017 | 2017-2018 |
| CSU Galați            | 2019-2020 | 2019-2020 |
| CSO Voluntari         | 2020-2021 | …         |

## Palmarès
- Championnat de Roumanie
  - Vainqueur : 2012, 2018.
  - Finaliste : 2017.
- Coupe de Roumanie
  - Vainqueur : 2018.
  - Finaliste : 2012.